# أكسيس بنك
أكسيس بنك المحدود ، المعروفة سابقًا باسم يو تي أي بنك (1993-2007) ، هي شركة خدمات مصرفية ومالية هندية مقرها في مومباي ، ماهاراشترا . وهو ثالث أكبر بنك للقطاع الخاص في الهند من حيث الأصول ورابع أكبر بنك من حيث القيمة السوقية. تبيع الخدمات المالية للشركات الكبيرة والمتوسطة الحجم والشركات الصغيرة وشركات البيع بالتجزئة.
اعتبارًا من 30 يونيو 2016 ، كان 30.81٪ من الأسهم مملوكًا من قبل المروجين والمجموعة  الخاصة بهم ( شركة الهند المتحدة للتأمين المحدودة ، شركة أورينتال للتأمين المحدودة ، شركة التأمين الوطنية المحدودة ، شركة نيو إنديا للتأمين المحدودة ، جي أي سي ، شركة الهند لتأمين الحياة و وحدة الثقة في الهند ). أما الأسهم المتبقية البالغة 69.19٪ فهي مملوكة لصناديق الاستثمار المشترك وشركات الصناعات السمكية والبنوك وشركات التأمين والهيئات الاعتبارية والمستثمرين الأفراد.